# Bisdom Jesi
Het bisdom Jesi (Latijn: Dioecesis Aesina; Italiaans: Diocesi di Jesi) is een in Italië gelegen rooms-katholiek bisdom met zetel in de stad Jesi in de provincie Ancona. Het bisdom behoort tot de kerkprovincie Ancona-Osimo, en is, samen met de bisdommen Fabriano-Matelica en Senigallia en de territoriale prelatuur Loreto suffragaan aan het aartsbisdom Ancona-Osimo.

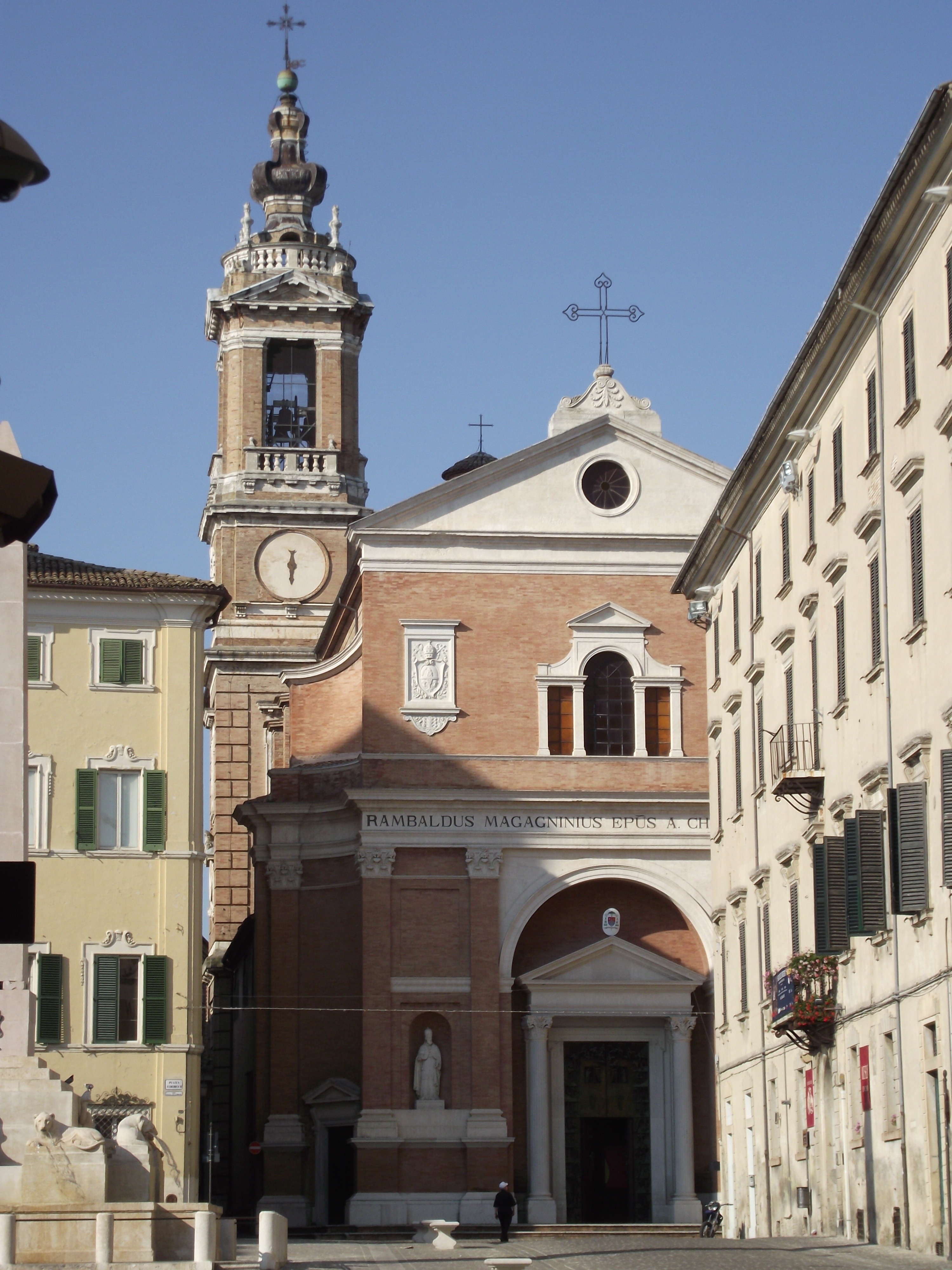
Kathedraal van Jesi

Het bisdom bestond reeds in de 6e eeuw. De kathedraal van Jesi werd gebouwd tussen 1208 en 1238, in een periode dat Jesi een kleine republiek was. Uit het bisdom stammen twee pausen: Paulus V en Marcellus II.
In 1950 telde het bisdom 73.000 katholieken, verdeeld in 27 parochies en bediend door 68 wereldpriesters, 34 ordepriesters; het telde 101 vrouwelijke religieuzen. In 2002 telde het 75.200 katholieken, verdeeld in 41 parochies bediend door 59 priesters en 7 diakens. Het aantal vrouwelijke religieuzen daalde naar 65.